# Aeroportul Lake Gregory
Aeroportul Lake Gregory (IATA: LGE, ICAO: YUAN) este un aeroport din Australia de Vest, Australia.
Situat la o altitudine de 296 m, aeroportul dispune de o singură pistă.